# Правило Эмери
В 1909 году итальянский энтомолог Карло Эмери (Carlo Emery) заметил, что социальные паразиты среди насекомых (например, клептопаразиты), в основном, паразитируют на особях близкого им вида или рода. С годами это правило было замечено и в других случаях, и впоследствии обобщено. Особенно часто это правило применимо к различным таксонам перепончатокрылых, но также оно подходит к некоторым видам других царств — например, грибам, красным водорослям и омеле.
Значение и всеобщность этого правила всё ещё оспариваются, так как из него существует множество исключений. Тем не менее, данному феномену есть объяснение: паразиты могли изначально быть факультативными паразитами среди представителей самого вида-хозяина (известно много примеров подобного внутривидового паразитизма), однако затем отделились от родительского вида и образовали свой собственный обособленный вид (один из примеров симпатрического видообразования).